# 懸空寺
座標: 北緯39度39分57秒 東経113度42分18秒 / 北緯39.66583度 東経113.70500度
懸空寺（けんくうじ）は、中華人民共和国山西省大同市渾源県永安鎮の恒山金龍峡翠屏峰に位置する寺院。大同市中心部からは南東に約60キロメートルである。5世紀末、北魏後期に造営された、仏教・道教と儒教の三つを一体化した独特の宗教の寺院。懸空寺の名は「玄空閣」と呼ばれていたことに由来する。「玄」は道教、「空」は仏教の教義に由来し、断崖の途中にぶら下がる（「懸ける」の意味）ように建てられていることから現在の名に改められた。中国語では「懸」と「玄」は同音（拼音: xuán）である。

## 歴史
懸空寺は渾源県の県城の南5キロメートルにある恒山の金龍峡の西向きの翠屏峰の岩壁の途中にある。北魏の太和15年（491年）に建造が始まった。
唐代の開元23年（735年）、この地に遊覧した李白は岩壁に“壮観”の二字を書き記したという。
明代の崇禎6年（1633年）、懸空寺を訪れた地理学者・旅行家の徐霞客は「徐霞客遊記」（巻一下 遊恒山日記「山西大同府渾源州」）にその有様を次のように活写している。

西崖之半，層楼高懸，曲榭斜倚，望之如蜃吐重台者，懸空寺也。五台北壑，亦有懸空寺，擬此未能具体。仰之神飛，鼓勇独登、入則楼閣高下，檻路届曲，崖既矗削，為天下巨観。而寺之点綴，兼能尽勝，依岩結構，而不為岩石累者僅此。而増寮位置適序，凡客坐禅龕，明窓暖榻，尋之間、粛然中雅。

現存する建物は明清代に修繕されたもので、1957年に山西省重点文化財に、1982年に全国重点文化財に指定された。

## 特色
懸空寺には主要な建物が6つあり、これらが木製の桟道で結ばれている。建物内には多くの塑像が置かれているが、三教殿には仏教、道教と儒教の三開祖の釈迦・老子・孔子の塑像が一堂に並んでおり、稀有な眺めとなっている。

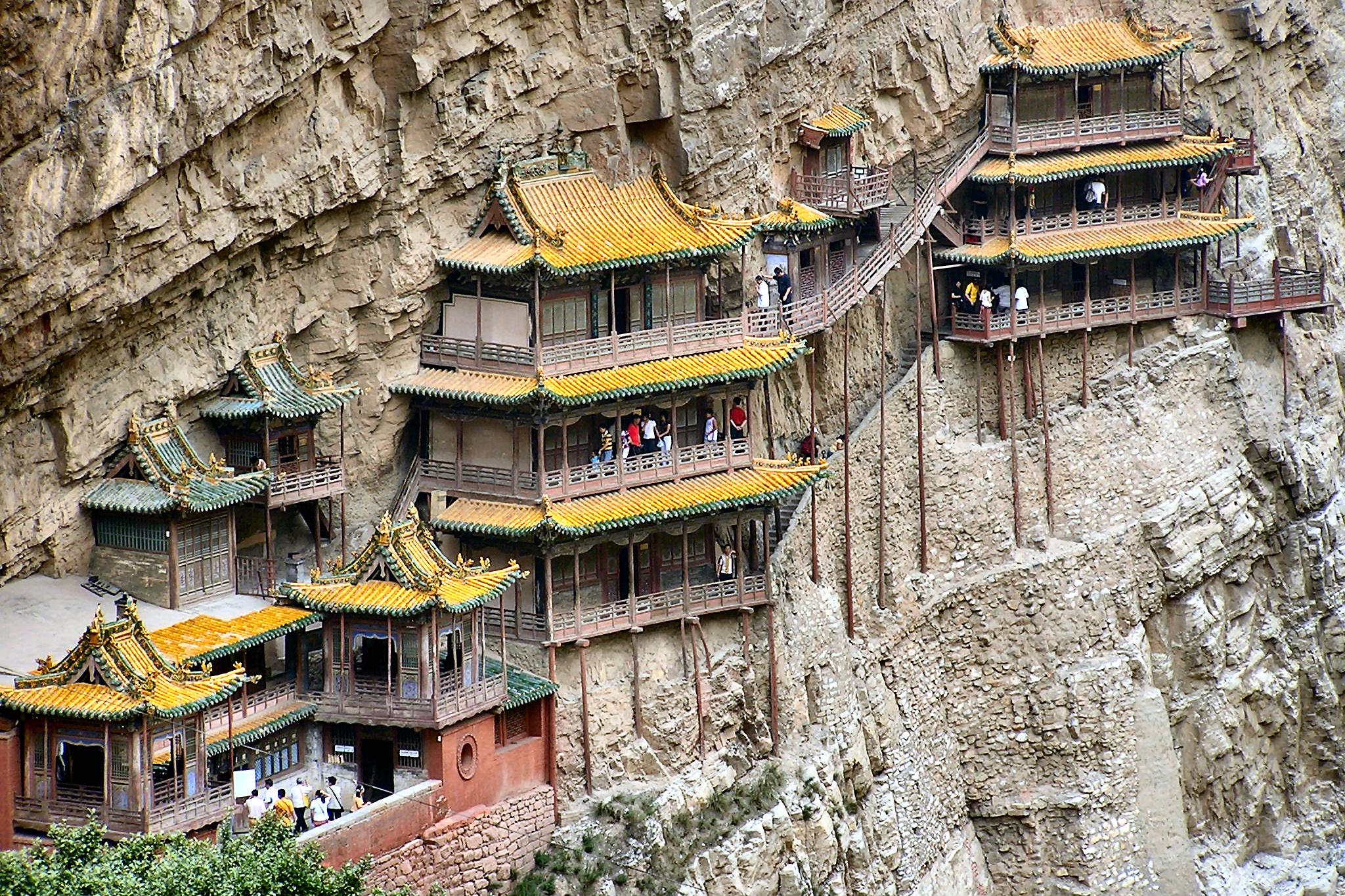
全景
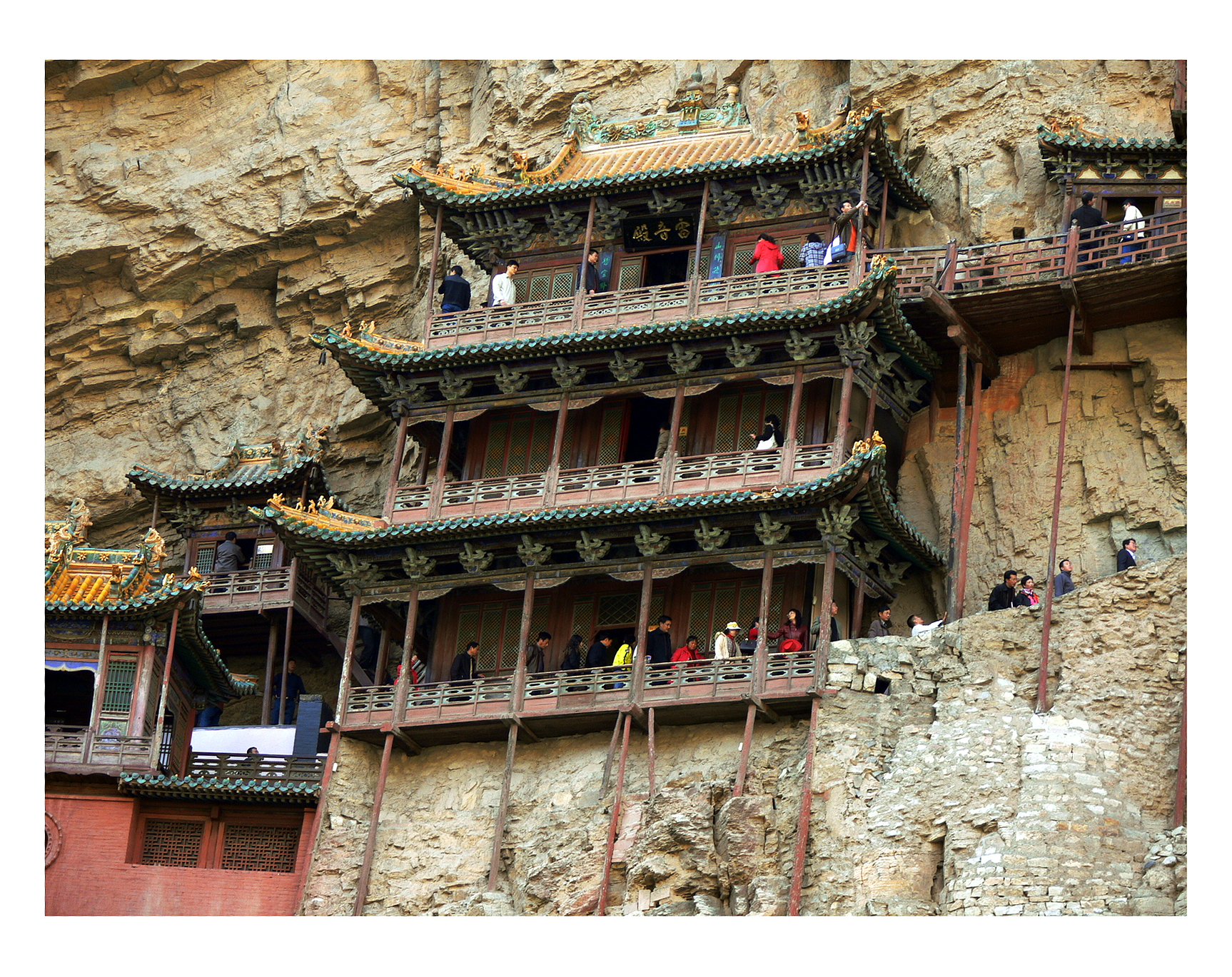
雷音殿
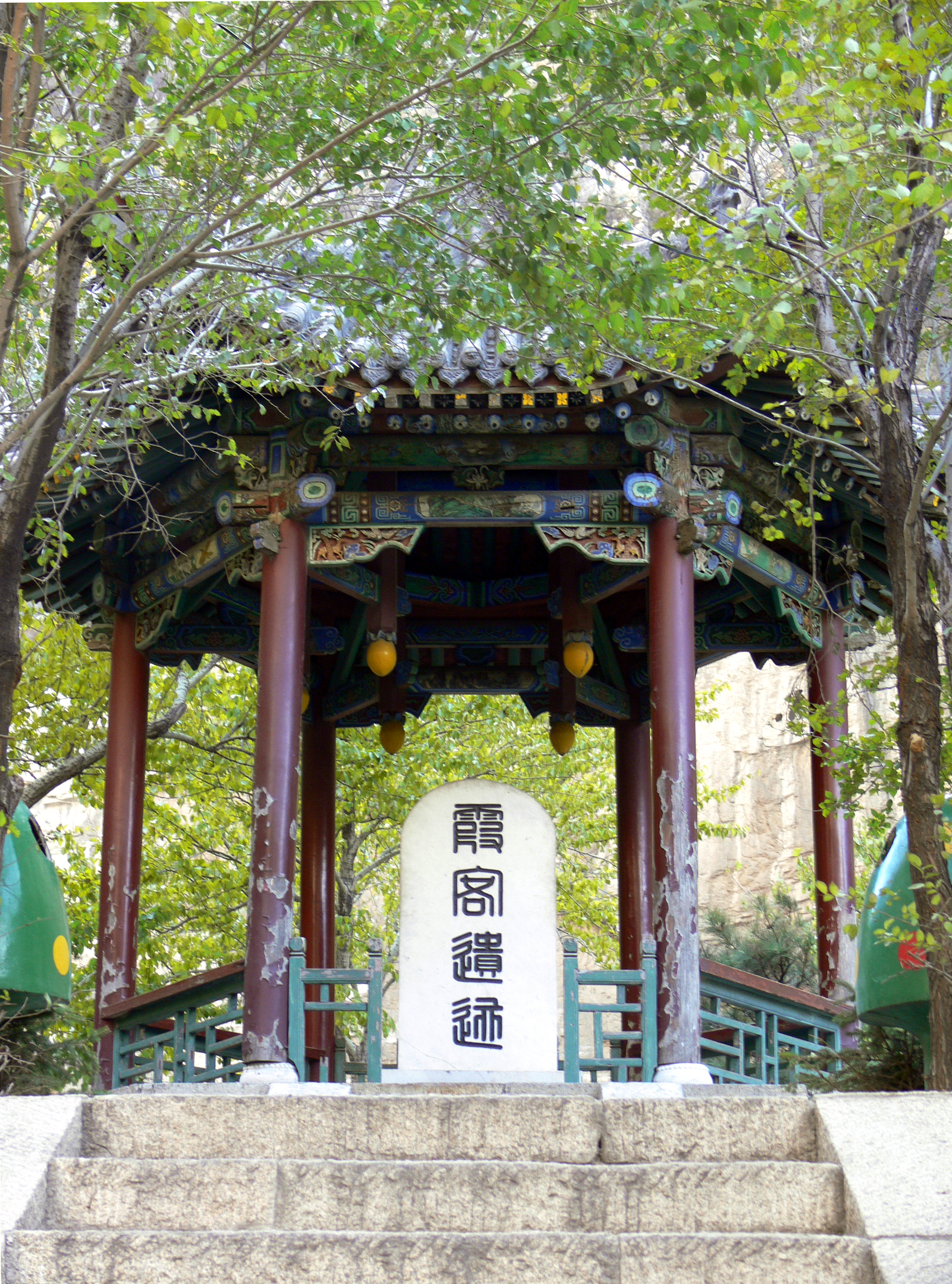
徐霞客来訪記念碑
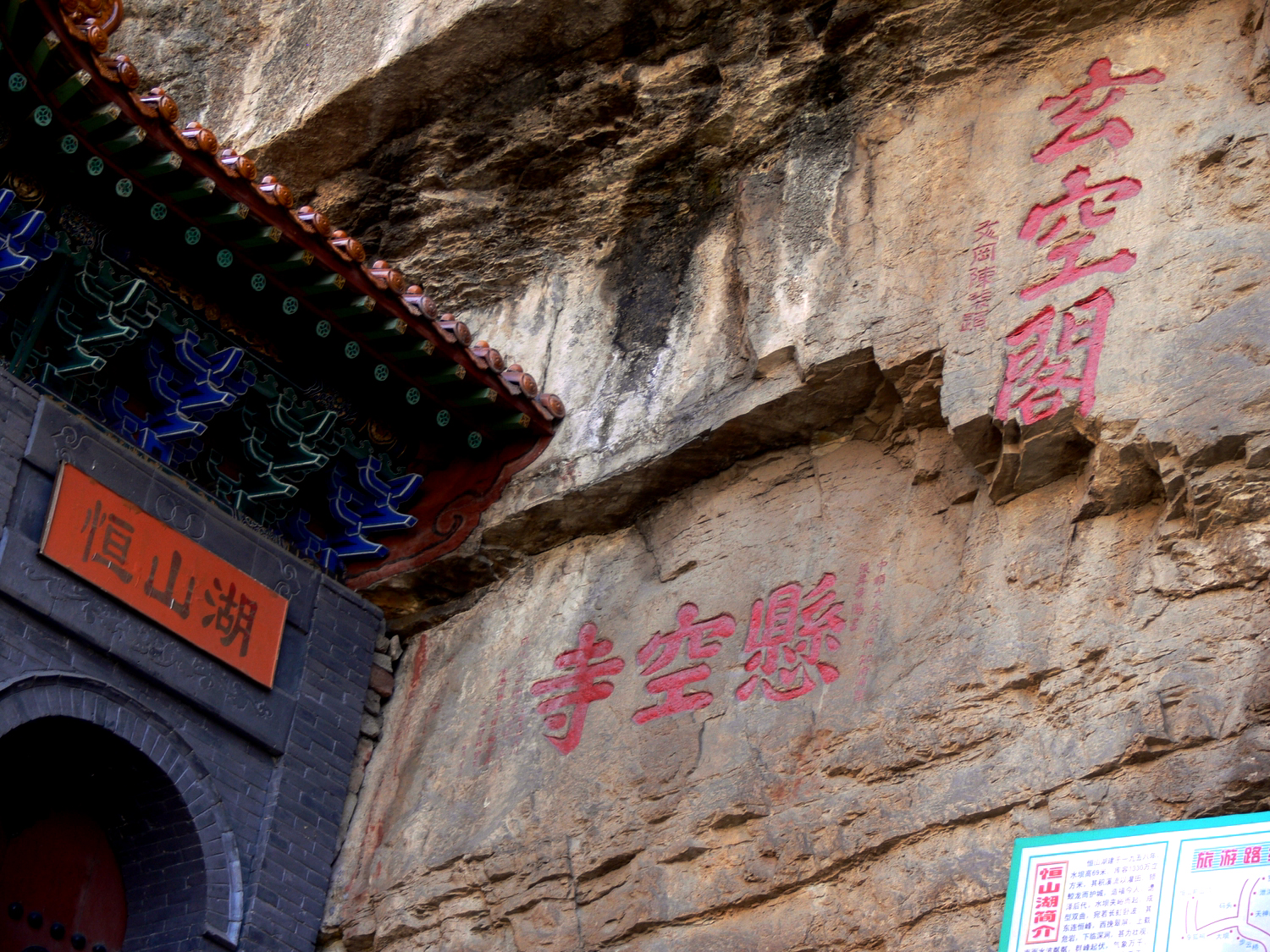
「玄空閣」の文字